# Idaea adipata
Idaea adipata là một loài bướm đêm trong họ Geometridae.